# Atletica leggera ai Giochi della XV Olimpiade - Marcia 10000 metri

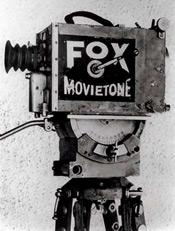
Video della gara (la marcia è mostrata dal minuto 17'13" al minuto 18'08")

La competizione della marcia 10000 metri di atletica leggera ai Giochi della XV Olimpiade si è disputata nei giorni 24 e 27 luglio 1952 allo Stadio olimpico di Helsinki.

## Risultati

### Turni eliminatori
| 2 Batterie | 24 luglio | 23 iscritti    | Si qualificano i primi 6. |
| Finale     | 27 luglio | 12 concorrenti |                           |

### Batterie
| Pos. | Atleta               | Nazione          | Tempo   |
| ---- | -------------------- | ---------------- | ------- |
| 1    | Bruno Junk           | Unione Sovietica | 45'05"8 |
| 2    | John Mikaelsson      | Svezia           | 45'10"0 |
| 3    | Louis Chevalier      | Francia          | 45'58"0 |
| 4    | Gabriel Reymond      | Svizzera         | 46'35"2 |
| 5    | Donald Keane         | Australia        | 46'55"2 |
| 6    | Ivan Yarmysh         | Unione Sovietica | 47'26"0 |
| 7    | Arne Börjesson       | Svezia           | 47'32"4 |
| 8    | Kaare Hammer         | Norvegia         | 49'08"4 |
| 9    | Ragnvald Thunestvedt | Danimarca        | 50'42"8 |
| -    | Allah Ditta          | Pakistan         | Squal.  |
| -    | Henry Laskau         | Stati Uniti      | Squal.  |
| -    | Roland Hardy         | Gran Bretagna    | Squal.  |

| Pos. | Atleta             | Nazione          | Tempo   |
| ---- | ------------------ | ---------------- | ------- |
| 1    | George Coleman     | Gran Bretagna    | 46'12"4 |
| 2    | Émile Maggi        | Francia          | 46'47"8 |
| 3    | Lars Hindmar       | Svezia           | 47'06"0 |
| 4    | Fritz Schwab       | Svizzera         | 47'06"0 |
| 5    | Josef Doležal      | Cecoslovacchia   | 47'06"2 |
| 6    | Bruno Fait         | Italia           | 47'23"4 |
| 7    | Telemaco Arcangeli | Italia           | 48'00"2 |
| 8    | Ragnar Olsen       | Norvegia         | 49'03"8 |
| 9    | Price King         | Stati Uniti      | 51'08"6 |
| -    | Lawrence Allen     | Gran Bretagna    | Squal.  |
| .    | Pēteris Zeltiņš    | Unione Sovietica | Squal.  |

### Finale
| Pos.    | Atleta          | Nazione          | Tempo Ufficiale | Tempo Ufficioso |
| ------- | --------------- | ---------------- | --------------- | --------------- |
| Oro     | John Mikaelsson | Svezia           | 45'02"8         | 45'02"85        |
| Argento | Fritz Schwab    | Svizzera         | 45'41"0         | 45'41"03        |
| Bronzo  | Bruno Junk      | Unione Sovietica | 45'41"0         | 45'41"05        |
| 4       | Louis Chevalier | Francia          | 45'50"4         | 45'50"28        |
| 5       | George Coleman  | Gran Bretagna    | 46'06"8         | 46'06"69        |
| 6       | Ivan Yarmysh    | Unione Sovietica | 46'07"0         | 46'07"07        |
| 7       | Émile Maggi     | Francia          | 46'08"0         | 46'08"16        |
| 8       | Bruno Fait      | Italia           | 46'25"6         |                 |
| 9       | Gabriel Reymond | Svizzera         | 46'38"6         |                 |
| 10      | Donald Keane    | Australia        | 47'37"0         |                 |
| -       | Lars Hindmar    | Svezia           | Squal.          |                 |
|         | Josef Doležal   | Cecoslovacchia   | NP              |                 |

Mikaelsson il successo di Londra 1948.

È l'ultima volta che una gara olimpica di marcia viene disputata in pista. Dai Giochi del 1956 i 10 km saranno sostituiti dalla prova su strada dei 20 km.